# Suvereto
Suvereto est une commune italienne de la province de Livourne, dans la région Toscane.

## Toponymie
Le nom de la commune vient probablement du latin suberetum, « bois de chênes-lièges », de suber, « chêne-liège ».

## Administration
| Période                                  | Période  | Identité        | Étiquette            | Qualité |
| ---------------------------------------- | -------- | --------------- | -------------------- | ------- |
| 2004                                     | 2009     | Giampaolo Pioli | Suvereto Democratico |         |
| 2009                                     | 2014     | Giampaolo Pioli | Suvereto Democratico |         |
| 2014                                     | En cours | Giuliano Parodi | Assemblea Popolare   |         |
| Les données manquantes sont à compléter. |          |                 |                      |         |

### Bâtiments
Centre d'ENEL pour rechercher sur les appareils de haute tension avec une ligne de haute tension expérimentale avec une longueur de 3 kilomètres pour 1100 Kv. Terminal des lignes de courant continu SACOI.

### Communes limitrophes
Campiglia Marittima, Castagneto Carducci, Follonica, Massa Marittima, Monterotondo Marittimo, Monteverdi Marittimo, Piombino, San Vincenzo, Sassetta.